# Moneta świątynna
Moneta świątynna – przedmiot monetopodobny używany przy ceremoniach religijnych, najczęściej w Chinach, niekiedy będący też amuletem.